# Гражданский кодекс Российской Федерации
Гражданский кодекс Российской Федерации (ГК РФ) — кодифицированный нормативно-правовой акт, регулирующий гражданско-правовые отношения, имеющий приоритет перед другими федеральными законами и иными нормативными правовыми актами в сфере гражданского права. Указанный приоритет установлен в самом Гражданском кодексе. Нормы гражданского права, содержащиеся в других законах, должны соответствовать Гражданскому кодексу, как указано в статье 3.

## Разработка и принятие
Проекты всех четырех частей Гражданского кодекса Российской Федерации были подготовлены Исследовательским центром частного права имени С. С. Алексеева при Президенте Российской Федерации. Все они впоследствии стали законами. В рабочую группу по подготовке первой (общей) части входили Г. Д. Голубов, А. Л. Маковский, О. М. Козырь, С. А. Хохлов, В. В. Витрянский, В. А. Дозорцев, М. И. Брагинский, Е. А. Суханов, Г. Е. Авилов.
Подготовленная к представлению в Государственную Думу первая часть кодекса в начале 1994 года была заблокирована президентскими юридическими службами и фактически была снята с рассмотрения. Понадобились значительные усилия сторонников принятия кодекса, чтобы проекты первой, а затем и второй части кодекса были всё же внесены в Государственную Думу. В ноябре 1994 года Совет Федерации отклонил принятую Государственной Думой первую часть кодекса. Однако он сделал это на несколько дней позднее установленного Конституцией РФ срока для одобрения или отклонения закона (21 день). По точному же смыслу Конституции закон, не отклоненный Советом Федерации в указанный срок, считается одобренным. Соответственно, Президент РФ Б. Н. Ельцин подписал и обнародовал первую часть ГК РФ.

## Структура Гражданского кодекса
Гражданский кодекс России разделён на 4 части.

### Часть первая
Первая часть Гражданского кодекса устанавливает общие начала гражданского законодательства и регулирует, в частности: возникновение гражданских прав и обязанностей, юридические лица, доверенность, представительство, право собственности, исковую давность, защиту прав собственности и других вещных прав, сделки и договоры, обеспечение обязательств и т. д.
- Раздел I. Общие положения (статьи 1—208)
  - Подраздел 1. Основные положения
  - Подраздел 2. Лица
  - Подраздел 3. Объекты гражданских прав
  - Подраздел 4. Сделки. Решения собраний. Представительство.
  - Подраздел 5. Сроки. Исковая давность.
- Раздел II. Право собственности и другие вещные права (статьи 209—306)
- Раздел III. Общая часть обязательственного права (статьи 307—453)
  - Подраздел 1. Общие положения об обязательствах
  - Подраздел 2. Общие положения о договоре

### Часть вторая
Вторая часть Гражданского кодекса регулирует отдельные виды обязательств, устанавливая права и обязанности сторон в различных гражданско-правовых договорах. Многие нормы этой части кодекса являются диспозитивными, то есть могут быть по желанию изменены сторонами сделки, ряд статей прямо указывает на такую возможность и описывает различные варианты правоотношений.
- Раздел IV. Отдельные виды обязательств (статьи 454—1109)

### Часть третья
Третья часть кодекса регулирует вопросы наследования и международного частного права, в частности, статьи данной части устанавливают порядок открытия наследства, лиц, которые могут быть призваны к наследованию, порядок наследования по закону и по завещанию, различные вопросы принятия и перехода права наследования. Статьи кодекса, посвященные международному частному праву регулируют правовое положение иностранцев в России, различные вопросы осуществления сделок с участием иностранцев, что наиболее важно — определяет применимое право при коллизии законов, которая имеет место в указанной ситуации.
- Раздел V. Наследственное право (статьи 1110—1185)
- Раздел VI. Международное частное право (статьи 1186—1224)

### Часть четвёртая
Четвёртая часть кодекса содержит статьи, регулирующие вопросы авторского и смежных прав, ранее регулировавшихся отдельным Законом, а также другие вопросы интеллектуальной собственности, в частности, сроки действия различных исключительных прав на произведения, изобретения и другие объекты интеллектуальной собственности. Регулирует права изготовителей баз данных, компьютерных программ, создателей селекционных достижений, топологий интегральных микросхем, права владельцев товарных знаков, полезных моделей, промышленных образцов, вопросы регистрации данных объектов интеллектуальной собственности.
- Раздел VII. Права на результаты интеллектуальной деятельности и средства индивидуализации (статьи 1225—1541)

## Реформа Гражданского кодекса
18 июля 2008 года Президент России подписал Указ № 1108 «О совершенствовании Гражданского кодекса Российской Федерации».
Данным Указом глава государства определил следующие цели совершенствования гражданского законодательства страны:
- дальнейшее развитие основных принципов гражданского законодательства Российской Федерации, соответствующих новому уровню развития рыночных отношений;
- отражение в Гражданском кодексе Российской Федерации опыта его применения и толкования судом;
- сближение положений Гражданского кодекса Российской Федерации с правилами регулирования соответствующих отношений в праве Европейского союза;
- использование в гражданском законодательстве Российской Федерации новейшего положительного опыта модернизации гражданских кодексов ряда европейских стран;
- поддержание единообразия регулирования гражданско-правовых отношений в государствах — участниках Содружества Независимых Государств;
- обеспечения стабильности гражданского законодательства Российской Федерации.

Для проведения назначенной реформы этим же Указом был утверждён новый состав Совета при Президенте Российской Федерации по кодификации и совершенствованию гражданского законодательства, которому поручено (совместно с Исследовательским центром частного права при Президенте) до 1 июня 2009 года разработать концепцию развития гражданского законодательства Российской Федерации, а также предложения о мерах по её реализации, предусмотрев подготовку в 2009—2010 годах проектов федеральных законов о внесении изменений в Гражданский кодекс Российской Федерации.
13 ноября 2010 года на сайте Высшего Арбитражного Суда России был опубликован проект изменений в Гражданский Кодекс РФ. Изменения предлагалось внести в разделы I, III и IV Гражданского кодекса Российской Федерации.